# Charlotte's Web 2: Wilbur's Great Adventure
Charlotte's Web 2: Wilbur's Great Adventure és una pel·lícula d'animació estatunidenca de 2003, dirigida per Mario Piluso i llançada directament en video. És la seqüela de la pel·lícula de 1973 La teranyina de la Carlota. En la versió original en anglès van posar les veus Amanda Bynes i Frank Welker, entre d'altres.

## Argument
Wilbur el porc sap l'important que és l'amistat, una lliçó que va aprendre de l'aranya Charlotte. Així que quan coneix a Cardigan, una ovella negra, de seguida es fa el seu amic. Wilbur ensenya a Cardigan totes les meravelles de la vida a la granja i li presenta a tres aranyes molt especials: Nellie, Aranea i Joy – les filles de Charlotte.
Quan el granger Zuckerman ven a Cardigan a una altra granja, de seguida sap el que ha de fer. Acompanyats de l'enginyosa rata Templeton, Wilbur i les tres filles de Charlotte emprenen un viatge inoblidable per trobar Cardigan, durant el qual descobriran que amb valor, coratge i l'amor dels amics es pot aconseguir pràcticament de tot.

## Rebuda
La pel·lícula va ser àmpliament criticada. En TV Guide es va dir que a la pel·lícula no es captura el cor i l'esperit de l'original i també va criticar a l'animació (a la qual es va referir com "pobre"). Mike Long de DVD Talk també diu que l'animació és mediocre semblaven ser una caricatura de dissabte al matí.

## Banda sonora
1. "It's Not So Hard To Be A Pig" - Wilbur i Cardigan
2. "Watch Out Wilbur the Pig!" - Solista i el cor
3. "It's Good To Be Me" - Farley la guineu
4. "Charlotte's Kids" - Nellie, Aranea, i Joy